# INVISIBLE
《INVISIBLE》是日本TBS電視台於2022年4月15日至6月17日播出的週五連續劇，由高橋一生主演。
台灣由KKTV於4月16日起跟播。friDay影音自2023年4月16日起播出

## 登場人物

### 主要人物
- 志村貴文：高橋一生[1]（香港配音：黃啟昌）

階級：警部補。
警視廳「特命搜查對策班」刑警。原隸屬於搜查一課，但被因搜查手法過界為理由而被貶至「特命搜查對策班」。
- 霧子：柴咲幸[1]、黑木咲奈（童年）（香港配音：曾秀清）

外號的犯罪協調員。

### 搜查一課
- 磯谷潔：有岡大貴（Hey! Say! JUMP）[2]（香港配音：黃積權）

階級：警部補。
警視廳搜查一課刑警。年輕刑警王牌候補。
- 五十嵐夏樹：堀田茜[2]（香港配音：魏惠娥）

階級：巡查部長。
警視廳搜查一課刑警。
- 犬飼彰吾：原田泰造[2]（香港配音：張錦江）

搜查一課課長。把志村貶至「特命搜查對策班」的罪魁禍首。
- 岸幸介：西村元貴[3]（香港配音：李鎮然）

階級：巡查。
警視廳搜查一課刑警。犬飼的補佐。
- 朝倉環：結城萌[3]（香港配音：凌晞）

階級：巡查。
警視廳搜查一課刑警。

### 特命搜查對策班
- 芝本菜穗：田中真琴[3]（香港配音：黃昕瑜）

階級：巡查。
警視廳特命搜查對策班刑警。
- 塚地敬一：酒向芳[3]（香港配音：招世亮）

警視廳特命搜查對策班班長。

### 其他警視廳相關人物
- 猿渡紳一郎：桐谷健太[2]（香港配音：張方正）

階級：警視正。
職業官僚監察官。認為志村搜查手法過當為一大嚴重問題。
- 近松延武：谷恭輔（日语：谷恭輔）[3]（香港配音：曹啟謙）

階級：警部補。
警視廳鑑識課。鑑識員。
- 加賀見俊之：山崎銀之丞（香港配音：蘇強文）

刑事部長。
- 安野慎吾：平埜生成（香港配音：陳卓智）

志村在搜查一課時期的同事。3年前，因搜查街頭殺人事件殉職。
- 島袋俊彥：後藤剛範（香港配音：鄧志堅）

民宿（霧子的移送地點）的保全。

### 東京Broadband News
- 安野東子：大野絲[3]（香港配音：張頌欣）

網路新聞記者。安野慎吾的妹妹。
- 野間昇太郎：村井良大[3]（香港配音：李致林）

網路新聞攝影師。

### 其他人物
- 萬仔：板垣李光人[3]（香港配音：李凱傑）

本名澤渡萬太郎。跟霧子有著密切關係的類似於得力助手的存在。
- 蘿絲：DAIGO[4]（香港配音：關令翹）

黑客，煙火師的前戀人。
- 霧人：永山絢斗[5]（第5話－）（香港配音：陳耀楠）霧子的弟弟。

### 客串角色

#### 第1話
- 煙花師：RED RICE（湘南乃風）[4]（香港配音：蕭徽勇）

CRIMINALS成員。
- 我孫子和重：森岡龍（香港配音：葉振聲）

週刊記者。
- 小野塚邦男：松尾貴史（香港配音：黃子敬）

NPO法人「世界惠愛協會」代表。
- 我孫子優美：富田玲奈（香港配音：謝潔貞）

我孫子和重的妻子。
- 我孫子遙香：金子莉彩（香港配音：羅孔柔）

我孫子和重的女兒。
- 上島：新井佑典（香港配音：陳耀楠）
- 看守人：岩瀨亮（香港配音：潘文柏）

假冒我孫子和重的兄長。
- 石子：岩谷健司（香港配音：蘇強文）

新京堂出版週刊誌編集長。

#### 第2話
- 福留智壽子：久本雅美[6]（香港配音：袁淑珍）

人權律師。外號為「調教師」的CRIMINALS成員。
- 福留奈保子：入山法子（香港配音：詹健兒）

福留智壽子的女兒。
- 井波海人：濱田龍臣（香港配音：鍾見麟）

調教師團體吸收的未成年。
- 神田：梅垣義明（香港配音：潘文柏）

調布少年院的院長。
- 將太、大吾、和也：小西詠斗、木村伊吹、道仙拓真（香港配音：麥皓豐、胡家豪、劉奕希）

經營友營頻道的Ytuber三人組。

#### 第3話
- 天野太一：要潤（香港配音：蘇強文）

外號為「表演家」的CRIMINALS成員。
- 竹原幸司：淺野寬介（香港配音：麥皓豐）

被刺殺的被害者。在六本木經營餐館。
- 宮田信子：古山彩美

被刺殺的被害者。在御坂大學病院任職護士。
- 大和田德重：森永徹（香港配音：陳永信）

御坂大學病院院長。
- 金：郭斌（香港配音：蕭徽勇）

毒品「昇龍」的賣家。
- 金的保鏢：宮島三郎（香港配音：翟耀輝）

#### 第4話
- 大貫昌代：松下由樹（香港配音：陸惠玲）

警視廳搜查三課課長。
- 武入綾人：鈴之助（第5-6話）（香港配音：麥皓豐）

無差別殺人事件嫌疑人。
- 城島直人：平野貴大（香港配音：翟耀輝）

繪畫收藏家。
- MONKEYS：元木聖也 等（香港配音：胡家豪）

戴著猴子面具的竊盜團。
- 志賀惠美：藤下栞

無差別殺人事件被害人。犯人疑似與3年前的事件和安野被殺一案相同。
- 一之瀨利奈：江村Akari（第5話）

3年前的無差別殺人事件被害人。

#### 第5話
- 櫻井、サキ、阿部：入江甚儀、森田想、柳川るい（香港配音：陳灝瑋、羅孔柔、李安邦）

逃亡專家。
- 高梨順子：伊勢佳世（香港配音：鄭麗麗）

丈夫3年前因受到誣告而自殺。被陌生電話誘惑而答應委託殺人。

#### 第6話
- 樫谷加代子：銀粉蝶（香港配音：雷碧娜）

醫生。外號為「DOCTOR」的CRIMINALS成員。
- 樫谷健治：吉澤悠（香港配音：麥皓豐）

加代子的兒子及同謀，亦是一名外科醫生。
- 堂島誠一郎：前田ばっこー（香港配音：潘文柏）

丸雙建設副社長。
- 楠仁志：竹森千人（香港配音：翟耀輝）

經濟產業省政策局企業會計室長。
- 中根澤晃浩：岡部たかし（香港配音：陳永信）

中根澤建設會社社長。
- 中根澤早知惠：高井純子（香港配音：袁淑珍）

中根澤晃浩的妻子。
- 中根澤久美：橘花梨（香港配音：黃昕瑜）

中根澤晃浩的女兒。

#### 第7話
- 神岡城二：山田純大（香港配音：陳欣）

警視廳SP組長。 外號為「忍者」的CRIMINALS成員。
- 早坂文江：橫山惠（香港配音：梁少霞）

IT公司「弧光雲端」CEO。
- 若槻卓也：水橋研二（香港配音：翟耀輝）

IT公司「弧光雲端」的創始成員。
- 木原秀一：西將輝（香港配音：蕭徽勇）

IT公司「弧光雲端」的首席財務官。
- 守衛：アンドレアＣ

霧子派來保護木原秀一的CRIMINALS成員。
- 假「忍者」：下川真矢（香港配音：蘇強文）

假扮餐廳「山麓」職員並攻擊早坂文江。

#### 第8話
- 黑暗馬戲藝人：今井隆文、熊倉功（香港配音：翟耀輝、蕭徽勇）

CRIMINALS成員。
- 受害人：木村知貴（最終話）（香港配音：鄧志堅）

直播中首位被「殺」的人，真實身份是黑暗馬戲藝人。
- 佐佐岡：森廉（香港配音：李安邦）

委託進行報復。
- 牧野誠一郎：羽場裕一（香港配音：陳永信）

警視廳副總監。
- 牧野真一郎：中山卓也（香港配音：鍾見麟）

牧野誠一郎的兒子。

#### 最終話
- NIT電視台記者：市原茉莉（香港配音：廖欣怡）
- JBS電視台記者：山口知紗（香港配音：陸惠玲）

## 製作人員
- 劇本：泉吉紘
- 主題曲：Dragon Ash「Tiny World」（Victor / MOB SQUAD）
- 配樂：得田真裕
- 製作人：佐藤敦司、淺野敦也
- 編成：東仲惠吾、佐藤美紀
- 導演：竹村謙太郎、棚澤孝義、泉正英
- 製作：TBS SPARKLE、TBS電視台

## 播出日程
| 集數                                                                      | 播出日期 | 標題 | 編劇     | 導演       | 收視率 | 備註       |
| ------------------------------------------------------------------------- | -------- | ---- | -------- | ---------- | ------ | ---------- |
| 第1話                                                                     | 4月15日  |      | 泉吉絋   | 竹村謙太郎 | 9.4%   | 加長15分鐘 |
| 第2話                                                                     | 4月22日  |      | 泉吉絋   | 竹村謙太郎 | 7.0%   | 加長6分鐘  |
| 第3話                                                                     | 4月29日  |      | 泉吉絋   | 棚澤孝義   | 7.2%   |            |
| 第4話                                                                     | 5月6日   |      | 槌谷健   | 棚澤孝義   | 6.4%   |            |
| 第5話                                                                     | 5月13日  |      | 泉吉絋   | 竹村謙太郎 | 5.9%   |            |
| 第6話                                                                     | 5月20日  |      | 香坂隆史 | 泉正英     | 6.0%   |            |
| 第7話                                                                     | 5月27日  |      | 槌谷健   | 棚澤孝義   | 5.7%   |            |
| 第8話                                                                     | 6月3日   |      | 香坂隆史 | 竹村謙太郎 | 4.8%   |            |
| 第9話                                                                     | 6月10日  |      | 槌谷健   | 棚澤孝義   | 5.5%   |            |
| 最終話                                                                    | 6月17日  |      | 泉吉絋   | 竹村謙太郎 | 6.6%   |            |
| 平均收視率 6.5%（收視率由Video Research調查關東地區、家戶的即時統計資料） |          |      |          |            |        |            |

## 外部連結
- 官方网站（日語）
- INVISIBLE的X（前Twitter）（日語）
- INVISIBLE的Instagram帳戶（日語）

| 日本 TBS電視台 週五連續劇                   | 日本 TBS電視台 週五連續劇                             | 日本 TBS電視台 週五連續劇 |
| ------------------------------------------- | ----------------------------------------------------- | ------------------------- |
|                                             | INVISIBLE （2022年4月15日－6月17日）                  |                           |
| 妻子變成小學生。 （2022年1月21日－3月25日） | 石子與羽男-這種事能告嗎？- （2022年7月15日－9月16日） |                           |

| 香港 無綫電視J2 星期六、日 23:00 - 00:00 · 7月30日、8月6、13日暂停播映 · （星期日播映時間受電影時段《星期日開片》播放之電影長度影響） | 香港 無綫電視J2 星期六、日 23:00 - 00:00 · 7月30日、8月6、13日暂停播映 · （星期日播映時間受電影時段《星期日開片》播放之電影長度影響） | 香港 無綫電視J2 星期六、日 23:00 - 00:00 · 7月30日、8月6、13日暂停播映 · （星期日播映時間受電影時段《星期日開片》播放之電影長度影響） |
| --- | --- | --- |
| | INVISIBLE：懸案未決 （2023年7月8日－2023年8月19日）                                                                                   | |
| 救參家族 （2023年6月3日－2023年7月2日）                                                                                               | 老將新町 （2023年8月26日－2023年10月28日） 星期六                                                                                     | |